# ديمومة المباني عند فقدان الطاقة والمصادر الأساسية
يُطلق مُصطلح قدرة البقاء للمباني (بالإنجليزية:  Passive survivability)‏ وهو قُدرة المبنى في الحِفاظ على ظُروف الحَياة المَطلوبة للعيش حَتى عِند عدم توفر مُقومات البَقاء الأساسية بِشكل كَافٍ كالطَّاقة، الوقود أو المِياه بالاعتماد على المصادر الطبيعية أو البديلة. ومن هذه الفِكرة دعت  المُصممين لتَضّمين تِقنيات لطُرق البِناء لِجعل المَباني صالحة للسكن والتشغيل لأطول فترة مُمكنة أثناء وحتى بعد حَالة الكوارث، فمثلا الجو العاصف يسبب في انقطاع الطاقة، بالإضافة إلى انقطاع المياه، وغيرها من الحَوادث المُمكنة التي تُسبب في ذلك.
المُصطلح تمت صِياغته وإطلاقه مِن قِبل رئيس مَجلس إدارة المباني الخضراء العالمية أليكس ويلسون (Alex Wilson) وهو رئيس التحرير التنفيذي لمؤسسة (Environmental Building News) عام 2005 بَعدما ضَرب إعصار كاترينا الولايات المتحدة الأمريكية، حيث اقترح أليكس أن يكون هذا المتطلب معيارًا من معايير التي تَحكُم تَصميم المباني مثل المَباني السَكنية، وخاصة المَباني المُستخدمة كَملاجئ للطوارئ. في حين أن العَديد من الاستراتيجيات التي نُظر  فيها لتَحقيق هذا المُتطلب إلا أنها لَيست مَفاهيم ومَبادئ جَديدة وقد استُخدمت  على نِطاق واسعٍ في بناء المَباني الخَضراء على مَدار عقود عديدة، حيث أن الفَرق بين النهجين هو الهدف، بناء مباني آمنة ومريحة وتتكيف مع الظروف المحيطة بها.

## استراتيجيات التصميم
هُناك عِدة استراتيجيات للتَّصميم لا تَعتمد على الطاقة الكَهربائية ولكنَّها تَعمل على تَوفير والمُحافظة على الارتياح الحراري مِن حيث التدّفئة والتبريد بالإضافة إلى إنارة المَبنى في التَّشغيل وحَتى أثناء البناء.
في المَباني التي تَعتمد على المُحيط، يَكون للمناخ والبيئة المحيطة تأثيرًا أكبر على الجُزء الداخلي من المبنى ويَعود ذلك إلى أن نِسبة المَساحة أكبر مقارنة مع حَجم المبنى بالإضافة إلى أن مَصادر الحرارة الداخلية قَليلة، أما المَباني ذات الوحدات الداخلية كالمباني العَالية فإن وحدات المَساحيَّة لا تكون مُعرضة لمُحيط المَبنى، مثل المَكاتب. إن مصادر الحَرارة الداخلية في هذه الوحدات التي تقوم على توفير الارتياح الحراري هي أجهزة التدفئة أو التبريد بالإضافة إلى أن الأفراد لهم تأثيرًا ملحوظًا عليه. ومَع ذلك فإن غلاف المبنى المعرض لأشعة الشمس والمتأثر بالمناخ المحيط لا يزال يلعب دورًا مهمًا، خصوصًا أثناء انقطاع التيار الكهربائي.
في حين أن الفَرق بَين نَوعيّ المَباني يَكون غير واضح في بَعض الأحيان حَيث أن جميع المَباني لها دَرجة حرارة ارتياحية مُحددة خاصة بها أو ما يُعرف (بالإنجليزية: Balance Point Temperature) حُيث أنها تُشير لِدرجة حرارة الهواء الخارجي خارج المبنى عِندما يتعادل كَسب وفُقدان الحَرارة من قِبل المَبنى، وهذه القيمة يتم فَرضها وقِياسها عند عملية تصميم المَبنى وعند تشغيله أيضا على أرض الواقع. حيث أن المباني ذات الوحدات المساحية الداخلية المتداخلة كما ذكر سابقًا، تكون درجة حرارة الهواء الخارجي لها عند التعادل أقل بِكثير من المَباني غَير مُتداخلة الوحدات بسبب كثرة مَصادر الحرارة التي تلبي حَاجاتها المُختلفة، وهذا يُشير إلى أن الوسط سيكون ذا حرارة عالية في أغلب الأوقات، أي فترة أطول حراريًا وأقصر برودةً. يَعتمد تَحقيق وسط مُريح حَراريًا ذو ظروف مُناسبة عِند انقطاع الطاقة على درجة حرارة الهواء الخارجي في حالة التعادل، بالإضافة إلى تأثير البيئة المحيطة على الوسط. وبالتالي فإن أهم الجَوانب التي تُؤثر على المَبنى وتَجعله أكثر قابلية لتَوفير وسط مريح دون الحاجة إلى الطاقة أو مَصادر أخرى هو تَصميم المبنى على أن يتكيَّف ويَستغل مُناخ المحيط الخارجي والمصدر الطبيعي للطاقة أي الشمس، أخذًا بالاعتبار وظيفة والأهداف المراد تحقيقها من خلال هذا البناء.
ومِنَ الاستراتيجيات المُتبعة في تَصميم المَباني الغِلاف الحراري، وتوظيف الطاقة الشمسية، والتهوية الطبيعية، بالإضافة إلى الإنارة الطبيعية، حيث أن هناك استراتيجيات أخرى عديدة تُطوّر باستمرار.
أولى هذه الاستراتيجيات هِي الغلاف الحراري، حيث أن هناك مبانٍ ذات إنشاء ضعيف أي أن الهيكل الإنشائي لها يَحتوي على عُيوب بالإضافة إلى أنها ذات عَزل سيئ، فإن ذلك يؤدي إلى ضَياع الحرارة الدافئة في الشتاء وضَياع البرودة في الصيف. ومن هنا فإن الغلاف الحراري للمبنى غير مستقر ولا يوفر وسطًا مريحًا حراريًا داخله يُلبي الاحتياج الحَراري. وتُحسب الخَسارة الحرارية في كلتا الحالتين من خلال التدفئة باستخدام وسائل التدفئة الميكانيكية، بالإضافة إلى التبريد والتكييف بوسائله لتعويض فرق الحرارة وتوفير وسط مريح حراريًا. حيث أن هذه الوسائل تعتمد اعتمادًا أساسيا على الطاقة الكهربائية، فعندما يحدث انقطاع في الطاقة الكهربائية فإنه يجب على المبنى أن يكون قادرًا على الحفاظ على حَرارة الوسط بما يلبي الاحتياج الحراري المناسب لفترات زمنية طويلة. ولتجنب فقدان الحرارة من خلال تسربها من فتحات التهوية، يتم تَقليل الفواصل والمفاصل في المنشأة، بالإضافة إلى الشقوق في النوافذ والأبواب يجب أن تكون محكمة الإغلاق قدر الإمكان، في حين أنه يمكن أن يكون هناك شقوقًا ولكن بمقدار لا يؤثر على مقدار الارتياح الحراري المطلوب في الوسط.
تُفقد الحرارة أيضًا من خلال عُبورها عَبر العَديد من الأسطح في الوسط، بما في ذلك الجدران والنوافذ والأرضيات والسقوف والأبواب، حيث أن كل منها له مقاومة حرارية خاصة بها. بالإضافة إلى أن المساحة والمقاومة الحرارية للأسطح، وكذلك اختلاف درجة الحرارة بين الداخل والخارج، هذه العوامل تؤثر بشكل اساسي على إيجاد معدل فقدان الحرارة للوسط. فإن العَزل الجيد والمقاومة الحرارية العالية للأسطح خاصة الجدران والنوافذ فإنها ستؤدي إلى أن مقدار ما سَيفقُده الوسط من حَرارة سيكون منخفض نسبيًا. ومن التقنيات الأخرى الخاصة بالنوافذ هي نوعيته حيث ان استخدام النوافذ المزدوجة أو ثلاثية الطبقات الزجاجية سَيقلل مِقدار فقدان الحرارة.
أما ثاني الاستراتيجيات هي الطاقة الشمسية (بالإنجليزية: Passive Solar) وتعتمد بشكل أساسي على تَوظيف الطاقة الشمسية من خلال تِقنيات لتوفير وسط حراري مريح. حيث أنها تقوم بتزويد المبنى بالحرارة وتدفئته خِلال فَصل الشتاء من خلال تقنيات مُناسبة تَستغل الطاقة الشمسية وتُحافظ على درجة حَرارة مرتفعة نسبيًا. والأنظمة الشمسية كما تعرف، تقوم على تَجميع وتَخزين الطاقة الشمسية دون استخدام معدات ميكانيكية مثل: المراوح أو المضخات. ويُستخدم فيها بشكل أساسي زجاج جامع للأشعة الشمسية مُوجه بشكل مباشر باتجاه خط الاستواء، فمثلا يوجه باتجاه الجنوب في نصف الكرة الشمالي.
نِظام الكسب المباشر يَسمح لأشعة الشمس ذات الموجات القصيرة من الدخول إلى الوَسط عبر النافذة، حَيث تعمل أسطح الأرض والجدران ككتلة حرارية (بالإنجليزية: thermal mass) لامتصاص الحرارة ومنع فقدها بشكل سريع، من جهة أخرى تُخزّن أشعة الشمس ذات الموجة الطويلة داخله بِسبب تأثير البيت الزجاجي أو ما يعرف بالدفيئة بفعل حالة الكتلة الحرارية. بالإضافة إلى أنه يَجب مُراعاة استخدام النوافذ الزجاجية القادرة على الحفاظ على معدل معتدل للحرارة داخل الوسط، حيث أنه يجب مراعاة حجم حالة الكتلة الحرارية الممكن حدوثها داخله. تُجمع أشعة الشمس نهارًا بحيث يتم تَزويد الوسط بما يحتاجه من هذه الطاقة ثم تُخزّن الحرارة لجعل الوسط مكتفي حراريًا ومريحًا خلال فترة غياب الشمس. وتُعد هذه الإستراتيجية إستراتيجية فعالة بشكل كبير في المناطق النائية والمناطق ذات الظروف الصَّعبة والتي تتعرض لانقطاع في مصادر الطاقة بشكل مُستمر.